# Davor Štern
Davor Štern (Zagreb, 18. lipnja 1947.), bivši hrvatski ministar gospodarstva, poduzetnik i trenutno zastupnik u gradskoj skupštini Grada Zagreba.

## Podrijetlo i obrazovanje
Štern je rođen u Zagrebu 18. lipnja 1947. godine. Otac mu je bio mađarsko-židovskog podrijetla, dok mu je majka rodom iz Šestanovca u Hrvatskoj. Štern je odgojen u židovskoj vjeri. Tečno govori engleski, ruski, talijanski, njemački i hebrejski. Štern je diplomirao 1972. godine na Rudarsko-geološko-naftnom fakultetu Sveučilišta u Zagrebu. Dugogodišnji je član Židovske općine Zagreb.

## Poslovna i politička karijera
Nakon diplome radio je u INA Naftaplinu, a 1973. bio je angažiran od strane jugoslavenskoga naftovoda. Od 1976. do 1982. radio je kao direktor uvoza u INA - Commerce-u. Godine 1982. bio je imenovan za direktora podružnice INA-e u Moskvi. Na tom je položaju ostao sve do 1986. Od 1986. do 1991. radio je kao direktor Philipp Brothers - Salomon Brothers predstavništva u Moskvi. Bio je direktor podružnice Glencore-a od 1991 do 1993. godine. Od 1993. do 1994. radio je kao direktor Trade Consultinga u Grazu u Austriji. Bio je zamjenik ministra gospodarstva Hrvatske od 1994. do 1995., nakon čega je imenovan ministrom gospodarstva. Na toj je dužnosti ostao do 1997. Tada je postao generalni direktor INA-e i ostao na tom položaju sve do 2000. godine. 2001. vratio se u Moskvu, kao savjetnik predsjednika TNK-BP. Na toj poziciji je ostao do 2004., nakon čega je postavljen za direktora konzultanske tvrtke u Zagrebu. 21. listopada 2010. Štern je imenovan članom nadzornog odbora INE. Štern je u svibnju 2013., na lokalnim izborima, izabran za zastupnika u Gradskoj skupštini Grada Zagreba kao kandidat na listi gradonačelnika Milana Bandića. Od strane gradonačelnika Bandića, Štern je imenovan predsjednikom skupštinskog Odbora za gospodarski razvoj grada Zagreba.

## Čovjekoljublje i bogatstvo
Štern jedan je od najbogatijih ljudi u Hrvatskoj prema popisu iz 2007., te je isto tako znan kao veliki filantrop. Bio je član glazbenih sastava: Grupe 220 i VIS-a Zlatni akordi.
Jedan je od osnivača i prvi predsjednik Rotary kluba Zagreb Medveščak, jednog od najboljih klubova u Rotary Distriktu 1913 Hrvatska.